# Người Nùng
Người Nùng, là một trong số 54 nhóm sắc tộc được chính phủ Việt Nam chính thức phân loại. Người Nùng nói tiếng Nùng, là ngôn ngữ thuộc ngữ chi Tai của ngữ hệ Tai-Kadai. Người Nùng có văn hóa, ngôn ngữ giống với dân tộc Tày và với một số nhánh người Tráng tại Trung Quốc.
Người Nùng sống tập trung ở các tỉnh đông bắc Bắc Bộ như Lạng Sơn, Cao Bằng, Bắc Kạn, Thái Nguyên, Bắc Giang, Tuyên Quang v.v (chiếm tới 84%). Hiện tại, một lượng lớn đã di cư vào các tỉnh Tây Nguyên (11 %), chủ yếu tại Đắk Lắk. Quá trình di cư này bắt đầu vào năm 1954, khi Việt Minh kiểm soát miền bắc Việt Nam.
Người Nùng có quan hệ gần gũi với người Tày và người Tráng sống dọc biên giới với Trung Quốc. Tại Trung Quốc, người Nùng cùng với người Tày được xếp chung vào dân tộc Tráng. Người Nùng không chỉ là anh em họ hàng với người Tày, Tráng mà là cả chính người Kinh (do ADN của các sắc tộc Tai/Thái có nhiều điểm giống nhau với ADN người Việt/Kinh).

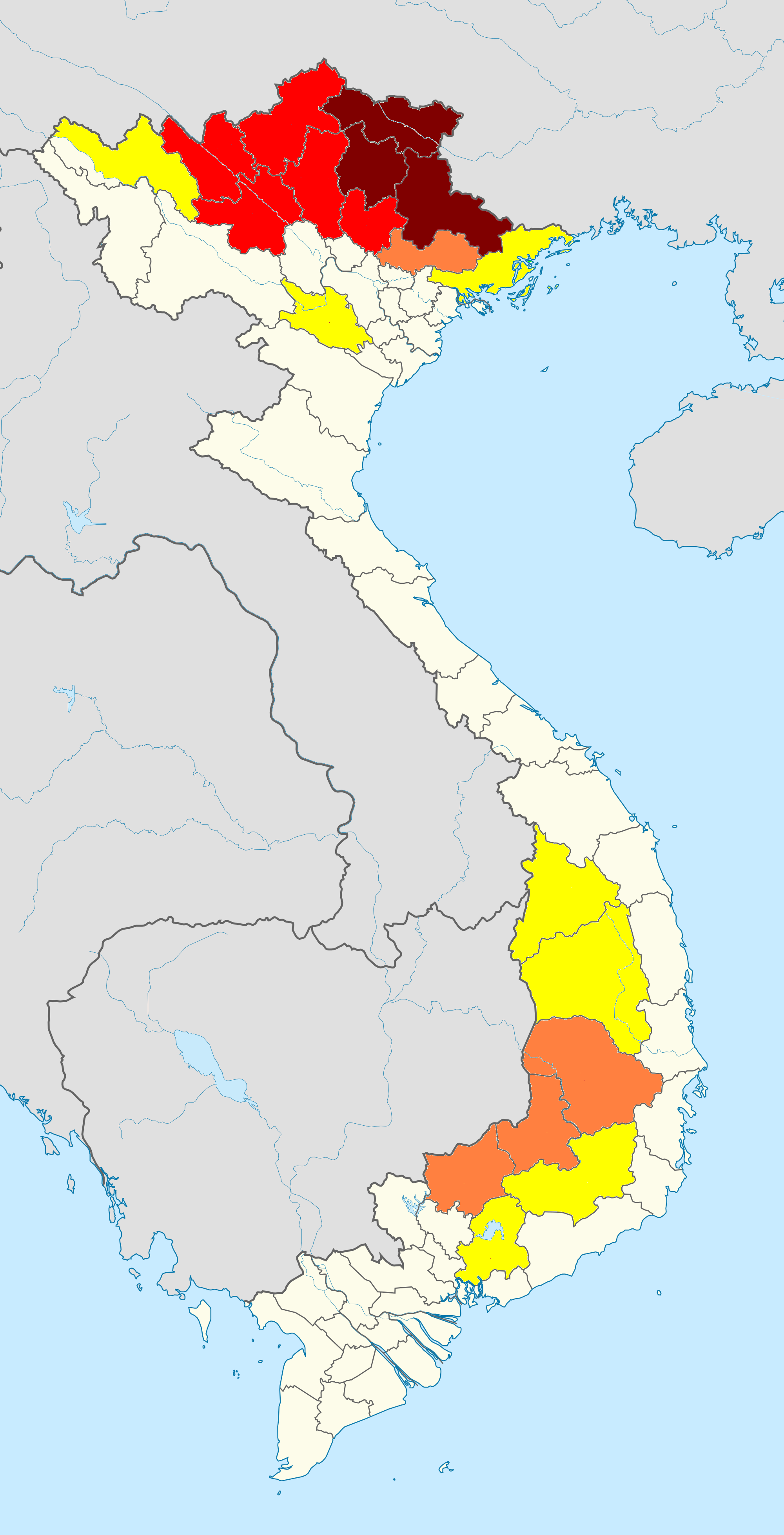
Bản đồ phân bố tỷ lệ phần trăm người Tày+Nùng+Giáy+Bố Y theo thống kê năm 2009 tại các tỉnh Việt Nam:
>60%Lạng Sơn 78.3%, Cao Bằng 72.1%, Bắc Kạn 62.3%
15%-40%
5%-10%
1%-5%

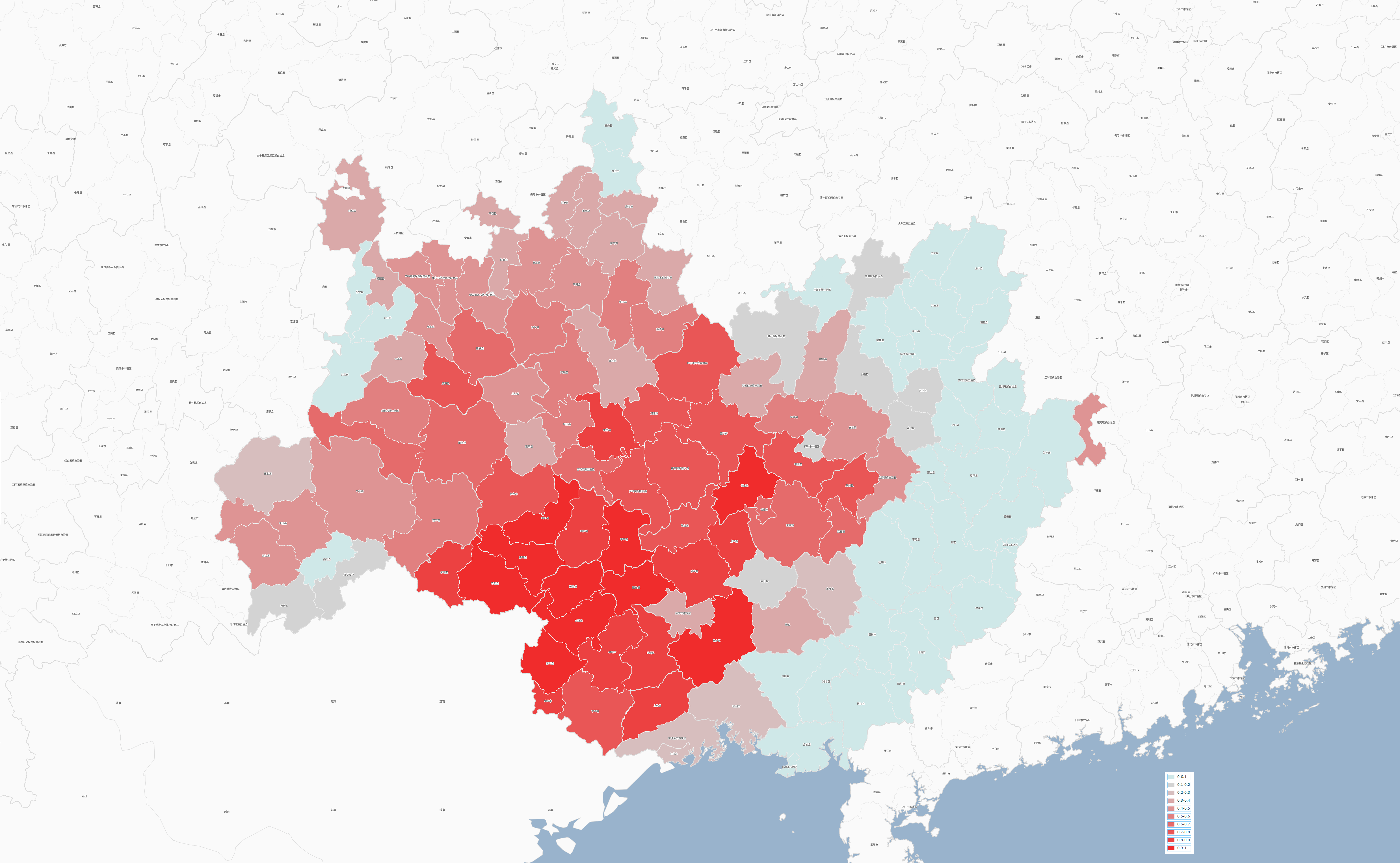
Bản đồ phân bố tỷ lệ phần trăm người Tráng+Bố Y so với các sắc tộc khác tại Quảng Tây, châu tự trị Tráng-Miêu Văn Sơn (Vân Nam), huyện tự trị Tráng-Dao Liên Sơn (Quảng Đông) và một phần tỉnh Quý Châu.

## Dân số và địa bàn cư trú
Dân số theo Thống kê dân số Việt Nam năm 1999 là 856.412 người, năm 2009 là 968.800.
Theo Tổng điều tra dân số và nhà ở năm 2019, người Nùng ở Việt Nam có dân số 1.083.298 người, là dân tộc có dân số đứng thứ 7 tại Việt Nam, có mặt trên tất cả 63 tỉnh, thành phố. Người Nùng cư trú tập trung tại các tỉnh:
- Lạng Sơn (335.316 người, chiếm 42,9% dân số toàn tỉnh và 32,4% tổng số người Nùng tại Việt Nam),
- Cao Bằng (158.114 người, chiếm 31,1% dân số toàn tỉnh và 16,3% tổng số người Nùng tại Việt Nam),
- Bắc Giang (95.806 người),
- Đắk Lắk (75.857 người),
- Hà Giang (81.478 người),
- Thái Nguyên (81.740 người),
- Lào Cai (31.150 người),
- Đắk Nông (31.063 người),
- Bắc Kạn (28.709 người),
- Lâm Đồng (24.423 người),
- Bình Phước (23.917 người)[5]
- Đồng Nai  (18.561 người)
- Tuyên Quang  (16.902 người)
- Yên Bái  (16.385 người)
- Gia Lai  (12.420 người)

Tộc danh "Nùng" chính thức được gán cho những nhóm người này ở Việt Nam bắt đầu từ thời điểm thành lập của Việt Nam Dân Chủ Cộng Hòa năm 1945. Chính phủ Việt Nam chính thức tuyên bố người Nùng là một trong số 54 nhóm sắc tộc vào 1979. Tên gọi "Nùng", với tư cách là một tộc danh, được chính thức công nhận và gán ghép cho những nhóm cư dân cụ thể này tại Việt Nam liên quan nhiều đến sự vận động chính trị của các nhà nước-dân tộc và sự thiết lập của các đường biên giới quốc gia nơi không có ai tồn tại trước người Nùng cũng nhiều như nó liên quan tới hệ thống phân loại dân tộc của Việt Nam và sự tự nhận thức dân tộc. Hầu hết người Nùng ở Việt Nam di cư từ các thổ ti người Tráng tại Quảng Tây, Trung Quốc bắt đầu vào khoảng 300 năm trước. Làm việc với khung thời gian 200-300 và lấy đường biên giới Việt-Trung ra làm ranh giới phân định không chỉ cho chủ quyền quốc gia mà còn cho các nhóm sắc tộc khác nhau có thể dẫn đến hiểu nhẩm rằng người Nùng là một nhóm thiểu số ngoại lai mới di cư đến hoặc bị trục xuất đến một vùng đất khác. Khi xét đường biên giới cố định giữa Việt Nam và Trung Quốc chưa được thiết lập vào thế kỷ XI và các sự kiện lịch sử khác, sự di cư của người Nùng có thể được xem là sự di chuyển theo kiểu gia đình nhỏ bên trong một khu vực mà những người này và tổ tiên của họ đã sinh sống từ thời thượng cổ. Nhưng thực tế không theo như vậy, các quá trình chính trị và lịch sử đi cùng với nhau đã tái dựng lại người Nùng như một nhóm sắc tộc thiểu số tách biệt trong suy nghĩ của những cá nhân mang tộc danh này, và các sắc tộc đa số và thiểu số khác, các viên chức chính phủ, và giới học thuật quốc tế.

## Các nhóm địa phương
Các nhóm địa phương: Nùng Xuồng, Nùng Giang, Nùng An, Nùng Lòi, Nùng Phàn Slình, Nùng Cháo, Nùng Inh, Nùng Quy Rịn, Nùng Dín, Nùng Vẻn.
Riêng nhóm Nùng An ở Quảng Uyên và Nùng Vẻn là có tiếng riêng, tiếng Nùng An có đặc điểm giống ngôn ngữ nhóm Tai Bắc. Tiếng Nùng Vẻn ở một bản thuộc Hà Quảng được xác định là tiếng Bố Ương thuộc Ngữ chi Kra.

## Ngôn ngữ
Tiếng Nùng là một nhóm các ngôn ngữ thuộc ngữ chi Tai trong ngữ hệ Tai-Kadai. Hầu hết các phương ngữ Nùng đều được xếp vào nhóm Tai Trung tâm. Tuy nhiên Nùng An (và Tráng Long'an tại Quảng Tây, Trung Quốc) mang cả hai đặc điểm của nhóm Tai Bắc và Tai Trung tâm về mặt âm vị và từ vựng. André Haudricourt xếp phương ngữ Nùng An cùng ba ngôn ngữ khác ở Việt Nam: Yáy (Giáy), Cao Lan, Ts'ưn-wa (tiếng Thôn Lão) vào một nhóm riêng mà ông gọi là "Yáy". Yáy của Haudricourt tương đương với nhóm Tai Bắc được Lý Phương Quế phân loại. Pittayawat Pittayaporn (2009) xếp Tráng Long'an (Nùng An tại Việt Nam) vào tiểu nhóm M cùng với Tráng Vũ Minh, Yongnan, Fusui.

## Lịch sử

#### Tiền sử

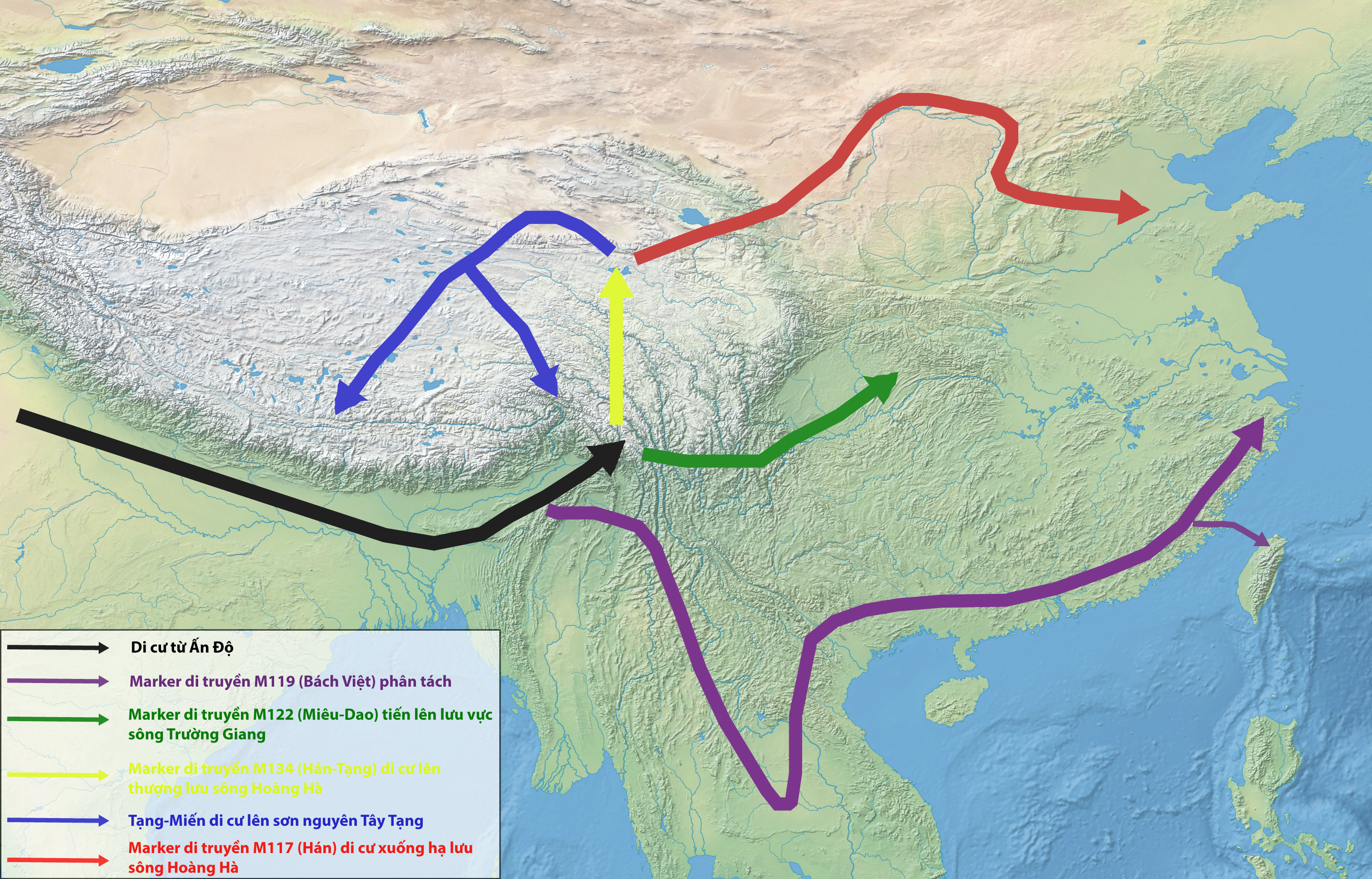
Hướng di cư của marker di truyền M119 (pre-Austronesian; đường màu tím), theo Jerold A. Edmondson.

Dựa trên các chứng cứ về di truyền, Jerold A. Edmondson cho rằng tổ tiên của các cư dân nói ngôn ngữ Tai-Kadai di cư từ Ấn Độ tới Myanmar, rồi sau đó tới Vân Nam (Trung Quốc) khoảng 20.000 năm trước. Họ sau đó di cư xuống phía nam vào Thái Lan và Lào rồi sau đó vòng lên phía bắc tới miền bắc Việt Nam rồi tiếp tục di cư vào lãnh thổ Trung Quốc ngày nay. Họ cư trú dọc đường biên giới Việt-Trung ngày nay rồi tiếp tục di cư dọc vùng duyên hải Hoa Nam lên phía bắc đến cửa sông Trường Giang, gần Thượng Hải khoảng 8-10.000 năm trước.
Bằng chứng ngôn ngữ học cho thấy họ di cư sang đảo Đài Loan khoảng 6500 năm trước. Sau đó một nhóm quay lại đại lục khoảng 4000 năm trước và ngay sau đó hai nhánh Kra (Kadai) và Hlai tách ra khỏi Proto-Daic. Kra di cư sâu vào đất liền qua Quảng Châu, còn nhánh Hlai di cư sang đảo Hải Nam. Gần như chắc chắn rằng sự di cư của các cư dân Daic được thúc đẩy bởi động cơ nông nghiệp vì dạng nguyên thủy của Daic (Proto-Tai-Kadai) dành cho các từ vựng về hoa màu và vật nuôi có thể được phục nguyên. Ostapirat (2000) chỉ ra rằng các từ gồm "lợn", "chó" và ít nhất một số loại hoa màu đều tồn tại ở cả ba nhánh của Daic.
| Ngôn ngữ | Gà   | Lợn | Chó  | Vừng  | Khoai |
| -------- | ---- | --- | ---- | ----- | ----- |
| Gelao    | qai  | map | mpau | ŋklau | mbø   |
| Lachi    | kɛ   | mye | m    | —     | mɦa   |
| Laha     | kəi  | məu | maa  | —     | mal   |
| Paha     | qai  | muu | maa  | ŋaa   | man   |
| Buyang   | ʔai  | muu | —    | ŋaa   | man   |
| Biao     | qai  | m̥uu | m̥aa  | ŋɦɯɑ  | mɦən  |
| Hlai     | khai | pou | pou  | keɯ   | man   |
| Sui      | qaai | m̥uu | m̥aa  | ʔŋaa  | man   |
| Tai      | kai  | muu | maa  | ŋaa   | man   |

- Roger Blench (2008:4). Trích từ Ostapirat (2000).

Sự di cư từ đảo Đài Loan của Daic bắt nguồn từ lập luận của Paul K. Benedict (1942, 1975) cho rằng Daic và ngữ hệ Nam Đảo có liên hệ với nhau về mặt ngôn ngữ. Lập luận này được gọi là giả thuyết "Austro-Thai". Sau đó Benedict (1990) mở rộng quan điểm của mình để thêm cả tiếng Nhật vào Austro-Thai, một hướng đi mà ít người ủng hộ. Các ngôn ngữ Nam Đảo được cho là bắt nguồn từ đảo Đài Loan. Trong một khoảng thời gian ngắn, giữa 4.000 đến 2.000 năm TCN, các cư dân nói các ngôn ngữ Nam Đảo nhanh chóng di cư ra khắp Thái Bình Dương.
Một vấn đề đối với nhiều học giả là Daic và Nam Đảo rất khác nhau về mặt hình thức; Daic là các ngôn ngữ rất thanh điệu và đơn âm, trong khi Nam Đảo không có thanh điệu và đa âm với cấu trúc CVCV (Phụ âm-nguyên âm-phụ âm-nguyên âm) cộng thêm các phụ tố. Do đó, xu hướng của các học giả là xem Daic là một ngôn ngữ cô lập hoặc có liên hệ với nhóm ngôn ngữ Tạng-Miến. Thurgood (1994) lập luận rằng mối quan hệ dễ nhận thấy của Daic với Nam Đảo chỉ là các từ vay mượn. Tuy nhiên, Weera Ostapirat (2005) ủng hộ một mối liên hệ di truyền về mặt ngôn ngữ học thông qua các cặp âm tương ứng nhau theo một cách dễ dàng chấp nhận hơn cho các nhà ngôn ngữ học so sánh. Ostapirat không phát triển một giả thuyết liên quan đến vị trí của Daic mà lại liên hệ ngôn ngữ mà ông gọi là "proto-Kra-Dai" tới những phục nguyên của Autronesian do Robert Blust thực hiện trong cuốn Từ điển Đối Chiếu Các Ngôn Ngữ Austronesian mà có thể truy cập online tại www.trussel2.com/acd/. Laurent Sagart (2004, 2005) xếp Daic vào nhánh "Muish", một nhánh tách biệt hoàn toàn với các nhóm Austronesian Formosan khác trên đảo Đài Loan và bao gồm Malayo-Polynesian, Kavalan, Ketagalan/Basai.
Tuy nhiên, Robert Blust không chấp nhận lý thuyết này của Sagart chỉ ra rằng các ngôn ngữ Tai-Kadai (tiếng Buyang 布央 là trường hợp đáng chú ý nhất) chỉ có khoảng 15 từ cùng gốc với các ngôn ngữ trong nhóm "Muish" như Tagalog hoặc Malay, trong khi hầu hết các ngôn ngữ Formosan trên đảo Đài Loan—nhóm mà Sagart xếp ngoài "Muish" và có ít quan hệ hơn—lại chia sẻ 200-300 từ cùng gốc với các ngôn ngữ Tagalog hoặc Malay. Robert Blust lập luận xa hơn rằng Sagart thất bại trong việc chứng minh một cách thuyết phục rằng Tai-Kadai chia sẻ các cách tân (innovation) với các ngôn ngữ trong nhóm "Muish". Một điều đáng lưu ý là từ năm 2008, Sagart đã từ bỏ "Muish" và thay thế nó bằng "Puluqish", một nhóm mà ông xếp các ngôn ngữ Amis, Paiwan, Puyuma, proto-Malayo-Polynesian, và FATK ("Formosan Ancestor of Tai‑Kadai" = tổ tiên Formosan của Tai-Kadai) vào trong. Tên gọi Puluqish có nguồn gốc từ cách tân *puluq, tức số "mười" (10) trong proto-Malayo-Polynesian và 3 ngôn ngữ Nam Đảo Formosan trên đảo Đài Loan là: Paiwan, Puyuma, Amis.
| Từ vựng          | Buyang 布央 | Proto-Austronesian | Malayo-Polynesian |
| ---------------- | ----------- | ------------------ | ----------------- |
| chết             | ma0 tɛ54    | maCay              | matay             |
| mắt              | ma0 ta54    | maCa               | mata              |
| chim             | ma0 nuk11   | qayam              | manuk             |
| 8                | ma0 ðu312   | —                  | walu              |
| đầu              | qa0 ðu11    | quluh              | quluh             |
| rận              | qa0 tu54    | kuCu               | kutu              |
| rắm              | qa0 tut54   | qetut              |                   |
| sống (chưa chín) | qa0 ʔdip54  | qudip              |                   |
| gấu              | ta0 mɛ312   | Cumay              |                   |
| phủ              | ta0 qup11   |                    | TMP ta(ŋ)kup      |

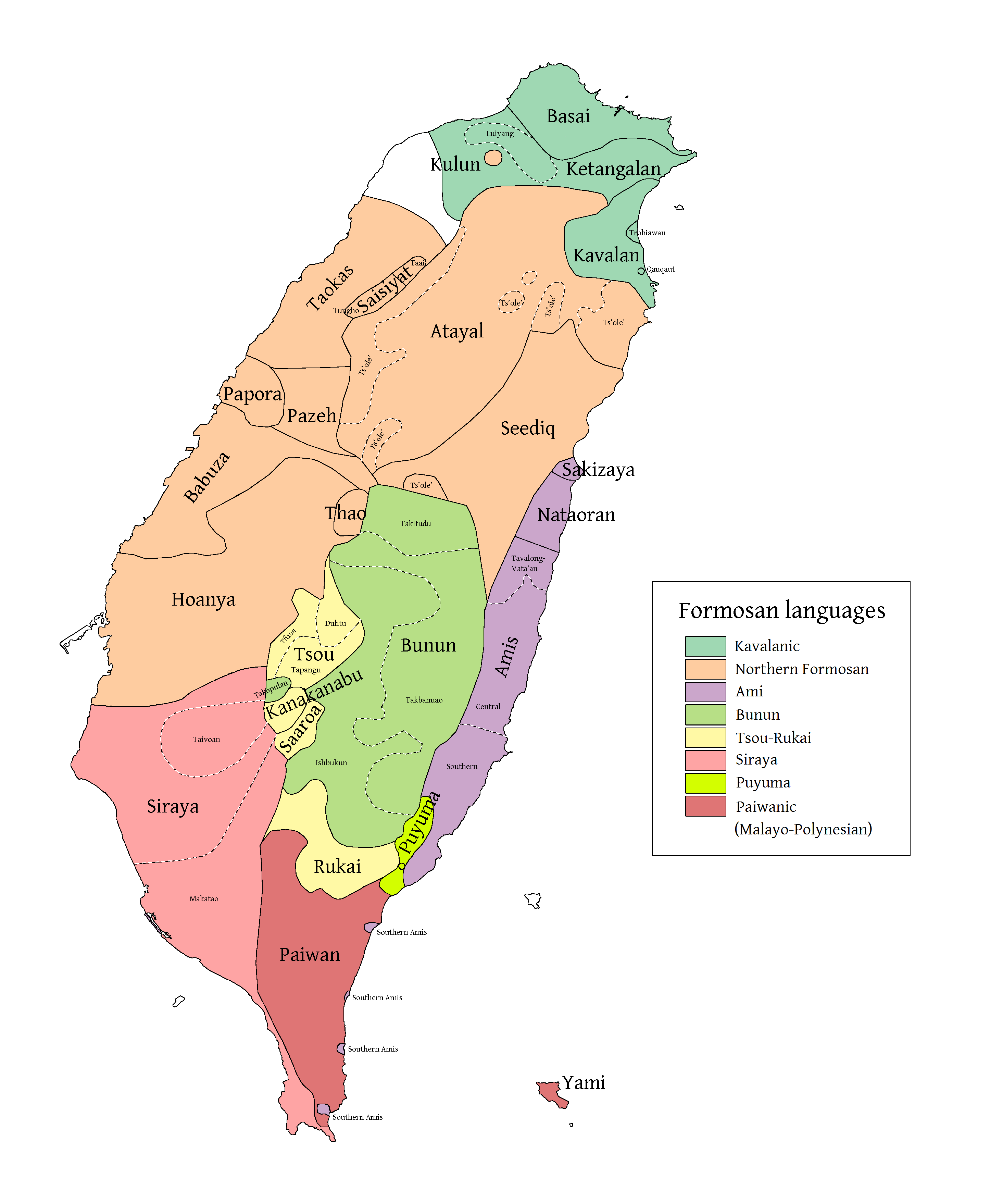
Sự phân bố của các ngôn ngữ Nam Đảo Formosan trên đảo Đài Loan trước khi bị người Trung Quốc xâm chiếm.
Kavalan, Ketagalan, Basai, Kulun
Sakizaya, Nataoran, Amis
Puyuma
Paiwan (mũi phía nam của đảo Đài Loan)

- Laurent Sagart (2008:151). Trích từ Li Jinfang (1999). . TMP=Tây Malayo-Polynesian.

| Từ vựng  | Pre-Hlai | Proto-Hlai | Proto-Austronesian |
| -------- | -------- | ---------- | ------------------ |
| tát      | *pi:k    | *phi:k     | *pik               |
| dệt      | *bən     | *pʰən      | *bəl+bəl           |
| véo      | *ti:p    | *tʰi:p     | *a-tip (PMP)       |
| 7        | *tu:     | *tʰu:      | *pitu              |
| 3        | *ʈu:ʔ    | *tʃʰu:ʔ    | *təru              |
| sắc      | *ɟə:m    | *tɕʰə:m    | *ʈaɟəm             |
| 5        | *ma:     | *hma:      | *rima              |
| 6        | *nɔm     | *hnom      | *ʔənəm             |
| bà ngoại | *na:ʔ    | *hna:ʔ     | *ina "chị của mẹ"  |
| đó       | *C-na:   | *C-na:     | *i-naʔ             |
| chôn     | *lɔmɦ    | *hlomɦ     | *ʈaləm             |
| vảy cá   | *C-lə:p  | *C-lə:p    | *quʂəlap           |
| 8        | *ru:     | *ru:       | *waru              |
| bán      | *ri:wʔ   | *ri:wʔ     | *sariw             |

- Roger Blench (2008:6). Trích từ Norquest (2007: 413). . PMP=proto-Malayo-Polynesian.
- Pre-Hlai (Hlai Tiền Sử) là một dạng tồn tại trước Proto-Hlai (Hlai Nguyên Thủy).

|      | Proto-Austronesian | Proto-Malayo-Polynesian | Tai   | Lakkia |
| ---- | ------------------ | ----------------------- | ----- | ------ |
| chết | maCay              | matay                   | ta:i1 | plei1  |
| mắt  | maCa               | mata                    | ta1   | pla1   |
| chim |                    | manuk                   | nok8  | mlok7  |

- Laurent Sagart (2004:49).. An=Austronesian, Tk=Tai-Kadai.

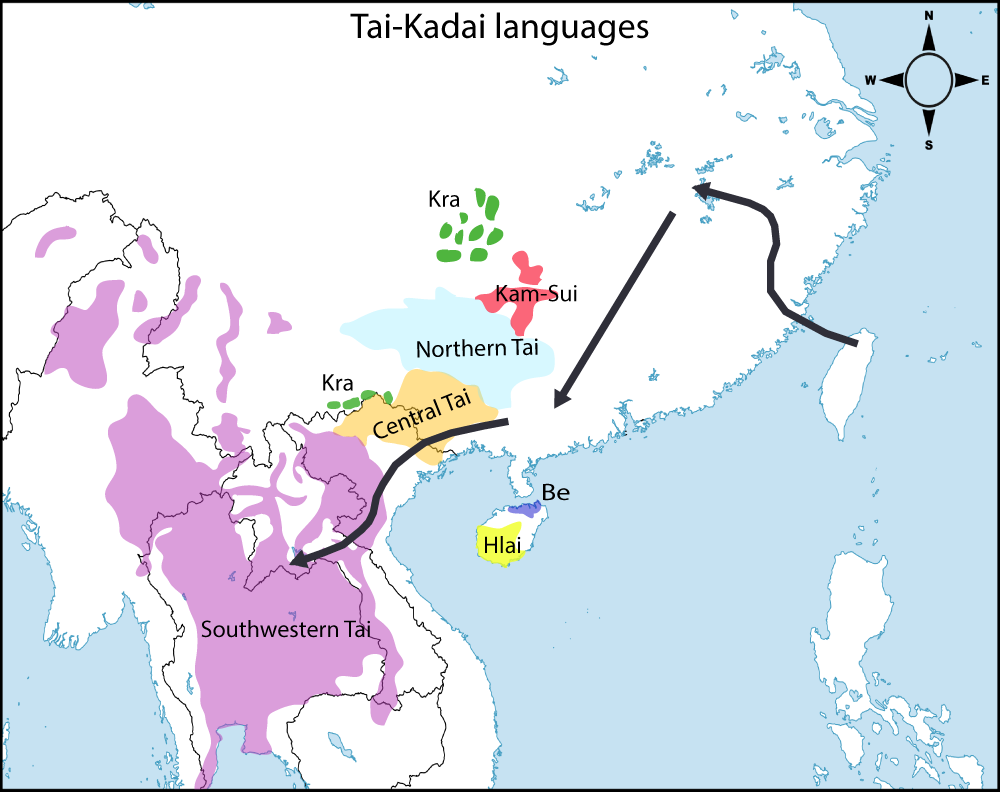
Hướng di cư của Tai-Kadai sau khi trở lại đất liền theo giả thuyết Đông Bắc-Tây Nam của Matthias Gerner (2014). Xem thêm Chamberlain (2016) Kra-Dai and the Proto-History of South China and Vietnam.

Các ngôn ngữ Tai-Kadai chia sẻ ít sự tương đồng với proto-Austronesian (PAN) hơn các ngữ chi phát triển từ PAN có thể được giải thích bằng lịch sử đặc biệt của chúng. Nếu các ngôn ngữ Tai-Kadai di cư khỏi Đài Loan trở lại đất liền vào bờ biển Quảng Đông, Quảng Tây, Hải Nam, và (có lẽ) Việt Nam, chúng hẳn đã không có được sự phát triển tương tự như các ngôn ngữ PAN khác mà đã di cư sang Philippines và các quần đảo khác tại Đông Nam Á.
Các ngôn ngữ Tai-Kadai tại Trung Hoa đại lục hẳn đã có một quá khứ tiếp xúc sâu rộng và mạnh mẽ với các ngôn ngữ Hán và Austro-Asiatic lân cận trong đại lục. Thật vậy, sự tiếp xúc ngôn ngữ sâu rộng và mạnh mẽ này hẳn đã khiến các ngôn ngữ Tai-Kadai dường như có ít liên hệ với PAN hơn các ngôn ngữ phát triển từ PAN, mặc cho Tai-Kadai có lẽ (theo như Sagart) liên hệ khá gần gũi với PAN. Sự thiếu vắng không khải tuyệt đối mà hầu như toàn bộ các từ vựng Nam Đảo cơ bản trong Tai-Kadai trên thực tế gợi ý một lịch sử như vậy, và vì thế không phải là cường điệu khi tin rằng các từ vựng của Tai-Kadai đã bị các ngôn ngữ khác thay thế, đầu tiên là các ngôn ngữ có liên hệ tới Austro-Asiatic, và sau đó là Hán.

#### Thời Xuân Thuvà Chiến Quốc
Wolfgang Behr (2008) chỉ ra rằng hầu hết tất cả các từ mượn phi-Hán có thể nhận dạng được trên các vật chạm khắc được khai quật vào thời nước Sở là Tai-Kadai, chứ không phải là hỗn hợp Hmong-Mien, Austro-Asiatic, Tai-Kadai. Ví dụ:
- Che chắn, đắp[22]

「揞、揜、錯、摩，藏也。荊楚曰揞，吳揚曰揜，周秦曰錯，陳之東鄙曰摩。」
「揞」ăn < Hán Cổ *ʔomX < Hán Thượng Cổ *ʔʔəm-q ← Proto-Tai *homB1 (Thái Lan homB1, Long Châu humB1, Bo'ai hɔmB1, Lào hom, Ahom hum v.v...) "đắp" | Proto-Kam-Sui *zumHɣC1 "che giấu, đắp"
- Cào cào/châu chấu[23]

「蟒，...南楚之外謂之蟅蟒。」
「蟅」zhē < Hán Cổ *tsyæ < Hán Thượng Cổ *ttak ← Proto-Kam-Sui *thrak7-it (Mulam -hɣak8-t, Kam ʈak7-it, Then zjak7, Sui ndjak7-) "cào cào".
- Lợn[23]

「猪，...南楚謂之豨。」
「豨」xī < Hán Cổ *xjɨj < Hán Thượng Cổ *hləj-q ← Proto-Kam-Sui *ʔdlaaj5 (> Kam (h)laa:i5) "lợn"
- Lành (bệnh): "智于身"[24]

知～～智 zhī < *trje(H) < *te(-s)
「知」，愈也。南楚病愈者...或謂之知"
"zhī nghĩa là 'lành'. Tại phía nam nước Sở, khi một cơn bệnh khỏi... việc này thỉnh thoảng được gọi là zhī."
← Proto-Tai *ʔdiiA1 "tốt, lành" (Thái Lan diiA1, Long Châu daiA1, Bo'ai niiA1)
- Mẹ/phụ nữ/đàn bà[25]

Kim văn tiếng Sở thời Xuân Thu, TK 5 TCN 嬭 mĭ < *mjieX < *mej-q
← Proto-Tai *mɛɛB, Proto-Kam-Sui *mlɛɛB, Proto-Hlai *mʔaiB so sánh với. Proto-Austroasiatic *me-q, Proto-Mon *meʔ, Proto-Katuic *mɛ(:)ʔ "mẹ"
- Một, thống nhất, độc nhất[26]

Kim văn dạng chuẩn: 一, 壹, 弌 yī < *ʔjit < *ʔit "một/ trở thành một" v.v... (> tất cả các ngôn ngữ Hán sau này)

Tiếng Sở thời Chiến Quốc: 「」 ← p[能] néng < *nong < *nnəŋ
「其義也」"lễ nghĩa của hắn là độc nhất"; 「能為，肰然句後能為君子」"nếu có thể thống nhất— thì chỉ sau khi kẻ này trở thành một quân tử"; 「禱」"cúng một lần"; 「歲返」"trở về một lần mỗi năm"
← Proto-Tai *hnïŋ = *hnɯŋ (Thái Lan 22nɯŋ, Dai 33nɯŋ, Long Châu nəəŋA v.v...) "một, một lần"
- Trắng[27]

「𩫁」 ← p[高] gāo < Hán Cổ *kaw < Hán Thượng Cổ *kkaw ← Proto-Tai *xaauA1 (Thái Lan, Long Châu khaauA1, Bo'ai haauA1) "trắng" (Proto-Mon *klaɨA "trắng")
- Dày[28]

「」 ← p[石] shí < Hán Cổ *dzyek < Hán Thượng Cổ *[d,l]ak ← Proto-Kam-Sui *ʔnak7 (Kam nak7) "dày"
- - Ký hiệu trong các từ Hán Cổ và Hán Thượng Cổ phục nguyên: yếu tố nằm trong "()" biểu thị nó thể tồn tại hoặc không không tồn tại do các bằng chứng hiện có không đủ để khẳng định được điều đó. Yếu tố nằm trong "[ ]" biểu thị rằng hoặc nó có thể tồn tại hoặc nó là một yếu tố khác mà dẫn đến cùng một kết quả khi phục nguyên Hán Cổ. Ví dụ, phục nguyên Hán Thượng Cổ *pˤra[t]-s của 敗 (bài) 'bại' nghĩa là âm nằm trong "[ ]" hoặc là *-t hoặc một âm nào đó khác (trong trường hợp này là *-p) mà dẫn đến kết quả phục nguyên Hán Cổ là *-t. Gạch ngang "-" biểu thị ranh rới ngăn cách hình vị. Các ký tự "-H", "-X" biểu thị thanh điệu, "-H" tức thượng thanh và "-X" tức khứ thanh. p[ ] (như trong p[高]) biểu thị âm phù (phonetic component) của chữ Hán nằm trong 「 」.

Cuối thời Xuân Thu, thế kỷ thứ V TCN, trước khi nước Tấn tan rã và nước Tần đánh chiếm Bồn địa Tứ Xuyên. Các vương quốc phía nam gồm: Sở, Ngô, Việt.

Điều này gợi lên khả năng là những nghệ nhân khắc chữ tại nước Sở được tuyển dụng từ các cư dân nước Việt Chiến quốc. Các bằng chứng khảo cổ học cho thấy rằng không chỉ các lăng mộ kiểu Ngô Việt phân bố rộng rãi, mà ít nhất một phần lớn dân số tại phía nam nước Sở là người Ngô Việt.
Axel Schuessler (2007) cho rằng trong quá khứ xa xưa, các cư dân nói nhóm ngôn ngữ Kam-Tai nhiều khả năng đã sinh sống xa về phía bắc đến tận lưu vực sông Trường Giang. Ví dụ, hoàng tộc của nước Sở có họ là hùng (熊) tức 'gấu', nhưng trong tiếng Sở nó được gọi là mị (芈), đây là một từ Kam-Tai dành cho 'gấu'.
Các học giả như Cung Quần Hổ (龔群虎) và những người trước ông như Trịnh Trương Thượng Phương (鄭張尚方) đã biện luận rằng vương quốc Ngô và Việt là các cư dân nói ngôn ngữ Tai, hay chính xác hơn, những người nói một ngôn ngữ mà họ gọi là "Cổ Việt ngữ". Trịnh Trương (1998) trong loạt các bài báo và chương sách đã cung cấp các lập luận chi tiết ủng hộ việc xác định các vết tích còn sót lại của tiếng "Việt cổ" là một ngôn ngữ có liên hệ tới tiếng Tai. Những luận cứ này vẫn chưa được kiểm tra một cách cẩn thận bởi cộng đồng học thuật quốc tế. Điều này vẫn chưa thể khẳng định hay phủ định vì dữ liệu từ toàn bộ tất cả các ngữ hệ liên quan gồm Tai-Kadai, Hmong-Mien, Austroasiatic và Nam Đảo vẫn chưa được đem vào xem xét. Trịnh Trương (1991) diễn giải tài liệu hoàn chỉnh duy nhất còn sót lại về ngôn ngữ Việt "Việt Nhân Ca" (越人歌) bằng cách sử dụng tiếng Hán Thượng Cổ do chính ông phục nguyên cho lời bài hát và đối chiếu với chữ viết Thái Lan có niên đại từ thế kỷ XIII và kết quả cho thấy rằng hai ngôn ngữ này gần như tương đương nhau. Laurent Sagart (2008:143) cho rằng các học giả tại Trung Quốc thường mặc nhiên xem ngôn ngữ Việt là một dạng ban đầu của Tai-Kadai và chỉ trích bản diễn dịch "Việt Nhân Ca" của Trịnh Trương Thượng Phương là gây tranh cãi. Trong một bài báo có ảnh hưởng năm 1976, hai nhà ngôn ngữ học Jerry Norman và Mei Tsu-lin đề xuất một nền tảng ngôn ngữ Austro-Asiatic (AA) cho các văn hóa Việt hình thành ở khu vực phía nam và đông nam Trung Hoa vào Thời đại đồ đá mới và Thời đại đồ đồng, và có lẽ ngay cả trong thời kỳ Chiến Quốc (464—221 TCN). Tuy nhiên, khi xem xét lại bốn trong số các từ cơ bản mà Norman và Mei đưa ra, gồm: chết, đồng, biết, chó, Laurent Sagart kết luận rằng không có bằng chứng thuyết phục nào, về mặt ngôn ngữ hoặc các khía cạnh khác, cho sự hiện diện của một dạng AA ban đầu tại vùng duyên hải đông nam Trung Hoa. Theo Erica F. Brindley (2015) nhiều khả năng phần lớn cư dân tại vương quốc Việt cổ (trung tâm ở vùng ven biển phía đông xung quanh Thái Hồ, và Chiết Giang ngày nay, vào TK 5 TCN) nói một ngôn ngữ tiền Nam Đảo (pre-Austronesian) mà có liên hệ tới các nhóm Nam Đảo khác nhau phát triển trên đảo Đài Loan và rất có thể cả phía nam Phúc Kiến  và nếu ngôn ngữ trong "Việt Nhân Ca" là một ngôn ngữ thuộc nhóm Tai-Kadai, và nếu giả thuyết Tai-Kadai (là một phân nhánh PAN) của Sagart là chính xác thì người Việt nhiều khả năng nói một dạng PAN, chứ không phải AA như Norman và Mei đề xuất. Ba khối ngôn ngữ—Nam Đảo (bao gồm cả Tai-Kadai), Austro-Asiatic, và Hmong-Mien—cùng tồn tại tại khu vực nam Trung Hoa cổ, và hàng ngàn ngôn ngữ trong ba khối ngôn ngữ này được các nhóm cư dân khác nhau nói vào thời cổ đại.

#### Nhà Hán, Đường

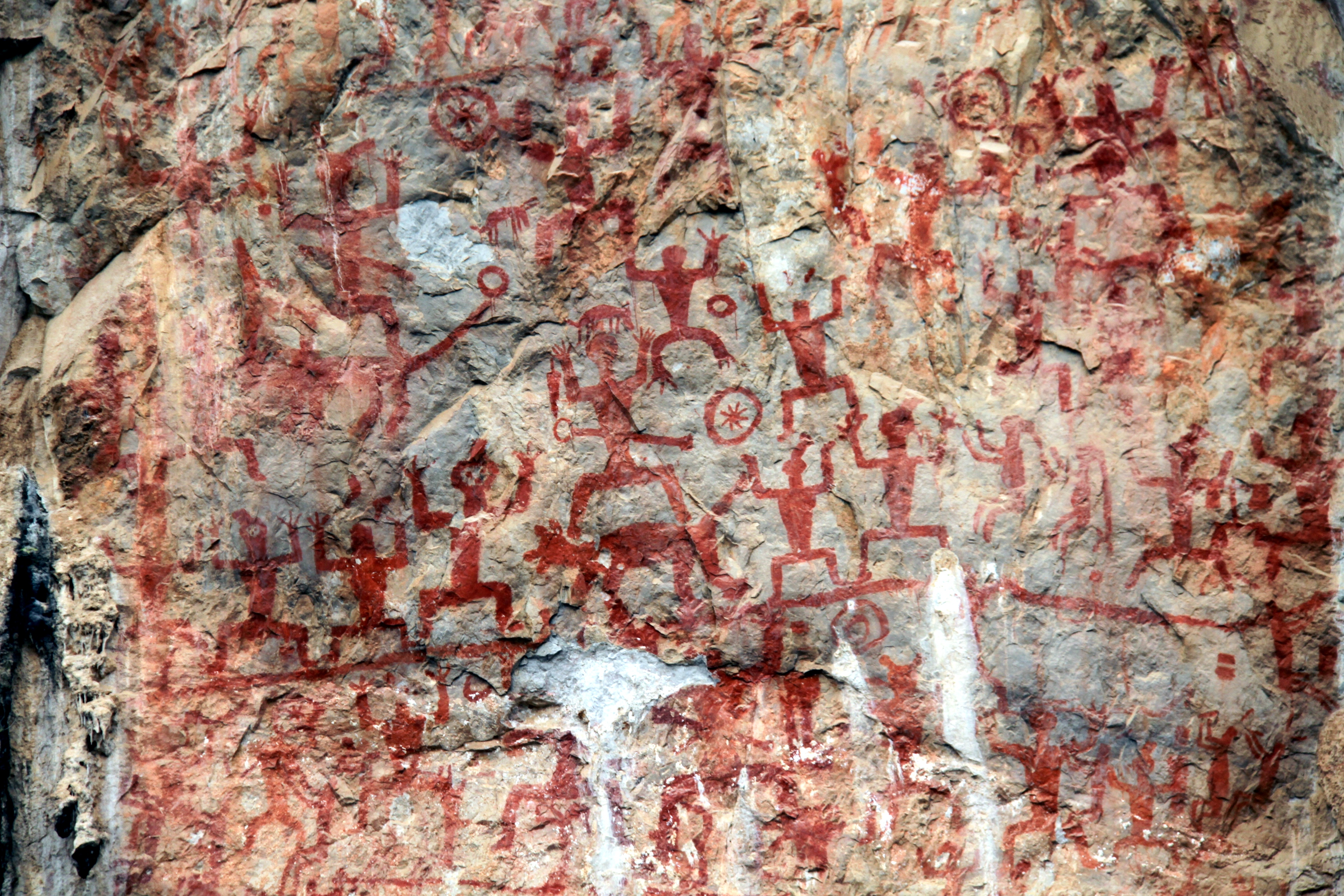
Một phần của các bức vẽ trên vách núi Hoa Sơn.

Theo Jeffrey G. Barlow (1997) tổ tiên của người Tráng/Nùng là các cư dân thuộc nhánh Yue (Việt) phía nam mà ngày nay các hậu duệ của họ bao gồm cả người Miêu, Dao, Động, Bố Y, Thủy, Lê. Trong số này, nhóm Luo Yue (Lạc Việt) sống tại vùng tây nam Quảng Tây và bắc Việt Nam. Họ được cho là chủ nhân của các bức vẽ trên sườn dốc đứng của núi Hoa Sơn nằm ở huyện Ninh Minh gần biên giới Việt-Trung, được tạo ra vào khoảng thời gian giữa thời Chiến Quốc (403–221 TCN) và thời Đông Hán (26–220 SCN). Theo phương pháp xác định niên đại bằng Carbon-14, các bức vẽ cổ nhất có niên đại 16.000 năm trước và các bức vẽ muộn nhất có niên đại 680 năm trước. Người Việt Nam, dựa trên các truyền thuyết, những hình khắc tương tự trên hiện vật thời Đông Sơn (Việt Nam), cũng cho rằng họ là hậu duệ của nhóm Lạc Việt.
Một loạt các cuộc nổi dậy nhỏ nổ ra ở Quảng Đông và Quảng Tây vào giai đoạn 597-769 nhưng chúng nhanh chóng bị dập tắt. Chuỗi nổi dậy thứ hai diễn ra từ 756-830 do họ Hoàng và họ Nông lãnh đạo. Chúng được gọi là nổi dậy Xiyuan (Tây Nguyên) (Tây Nguyên có gốc từ châu Tây Nguyên nằm dọc sông Tả Giang ở khu vực Phù Tuy ngày nay, và đây cũng là tên một đơn vị hành chính dưới thời Đường nằm giữa Tả Giang và Hữu Giang). Thế lực của họ Hoàng nằm ở khu vực Ninh Minh, Long Châu, Sùng Tả và Phù Tuy, những vùng này được gọi là các thung lũng họ Hoàng. Các thủ lĩnh họ Hoàng được gọi là Hoàng Động Man hoặc Tây Nguyên Man, và họ được cha con Hoàng Càn Diệu (黄乾曜) và Hoàng Thiếu Khanh (黄少卿) lãnh đạo trong cuộc nổi dậy Tây Nguyên.
Năm 822, Hoàng Càn Diệu lợi dụng mâu thuẫn nội bộ giữa các viên chức nhà Đường để tấn công Long Châu và chiếm thị trấn Tả Giang, phía tây Nam Ninh ngày nay. Ông cũng tấn công Khâm Châu, Vũ Dương và Chu Lan. Năm 824, vùng Lĩnh Nam đổ nát do sự chiếm đóng của họ Hoàng ở hơn mười châu thuộc khu vực nam Quảng Tây và phía tây Quảng Đông. Khi đó nhà Đường đang phải đối đầu với các cuộc khởi nghĩa nông dân và các cuộc tấn công của Nam Chiếu và Thổ Phồn nên chỉ có thể đối phó với tình hình ở châu Tây Nguyên bằng việc dụ dỗ quân nổi dậy đầu hàng với đề nghị xá tội cho họ. Loạn Tây Nguyên cuối cùng chấm dứt khi các thủ lĩnh họ Hoàng chấp nhận đề nghị này. Vào cuối thời Đường, thế lực của họ Hoàng suy yếu và họ Nông (thế lực tập trung ở Tĩnh Tây và Thiên Đẳng thuộc quận Tả Giang) nổi lên.

#### Nhà Lý, Tống
Vào thế kỷ XI, vùng biên giới Việt Trung do một nhóm nhỏ các dòng họ kiểm soát. Họ Hoàng/Huang thống trị khu vực xa nhất về phía đông vùng biên giới. Vào đầu thời Tống, họ Vi cư trú ở châu Tô Mậu, phía bắc Việt Nam và châu Tư Lăng (思陵), Lục Châu (綠洲), Tây Bình (西平) thuộc lãnh thổ Tống. Lãnh thổ của họ Nông gồm chín khu vực bán tự trị có diện tích khác nhau, được gọi là po hoặc bu, bao gồm: Slốc, Ngàn, Dái, Lài, Nuống, Má, Héc, Ngả, Sằng. Các dòng họ Hoàng và Vi cùng với Nông/Nùng, Chu là các cư dân chủ yếu ở khu vực nằm giữa hai vùng sinh sống của người Việt Nam và Hán. Thủ lĩnh của các dòng họ này duy trì quyền lực của mình qua các mối quan hệ theo kiểu gia đình và quan hệ cá nhân. Miêu tả các cộng đồng bản địa ở khu vực biên giới tại Quảng Tây thế kỷ XVI, một nhà sử học viết, "trong khi các thủ lĩnh có chung họ không nhất thiết phải có cùng tổ tiên...họ thường nêu ra các mối quan hệ tưởng tượng hoặc thực sự để thành lập liên minh hoặc để khẳng định ảnh hưởng của mình." Các dòng họ này, được ghi chép lại sớm nhất vào thời Tống, thường cạnh tranh với nhau trong đó các dòng họ Nông/Nùng (儂), Chu (周), Hoàng (黄), Vi (韋) thường xâm chiếm lãnh thổ của nhau. Leo Shin, một học giả nghiên cứu hệ thống bộ lạc ở biên giới tây nam tại khu vực này vào thời Minh (1368-1644), sau khi đã kiểm tra bản chất tự trị của các thực thể chính trị nhỏ này và cách hành sử khắc nghiệt khi các bộ tộc lớn hơn săn đuổi các bộ tộc nhỏ xung quanh, đã so sánh mạng lưới quan hệ tại các khu vực này với chế độ phong kiến vào thời Chiến Quốc.
Đầu năm 977, một bản tấu từ trại Ung Châu (邕州) báo cáo rằng: man tù ở châu Quảng Nguyên, thủ lĩnh thản xước Nông Dân Phú tự lập mình làm thủ lĩnh của một po gồm mười ngôi làng quanh vùng sau khi nhận được sự ủng hộ từ triều đình Nam Hán (907-971). Nông Dân Phú sau được vua Tống phong tước Kim Tử Quang Lộc Đại Phu (金紫光祿大夫) và Tư Không (司空). Dân Phú cuối cùng truyền lại các tước hiệu này cho con trai, Nùng Tồn Phúc. Nông Tôn Phúc được ban thêm quyền kiểm soát châu Thảng Do nằm ở góc đông nam Tĩnh Tây. Em trai của Tôn Phúc, Toàn Lộc kiểm soát châu Vạn Nhai (Na Rì, Bắc Cạn ngày nay) và em vợ của Tôn Phúc, Nông Đanh Đạo kiểm soát châu Vũ Lặc. Châu Quảng Nguyên được ghi chép lại là một nguồn vàng lớn, và sự trù phú thiên nhiên này khiến Nùng Tồn Phúc trở thành một người giàu có. Nùng Tồn phúc gia tăng sự giàu có của mình qua thương mại địa phương. Vị trí tòa thành của Tôn Phúc nằm ngay bờ sông Bằng gợi ý rằng ông đã thành công trong việc tận dụng vị trí căn cứ quyền lực của mình dọc huyết mạch thương mại chính của khu vực. Tống Sử miêu tả họ Nông vào thời này là chúng giàu có về vàng, đông đúc về dân số: "để tóc dài và cài áo về phía trái. Chúng thích chiến đấu và xem nhẹ cái chết".
Cũng theo Tống Sử, qua một thầy cúng có thế lực tên là Ả Nùng (阿儂), một phụ nữ thực hiện ma thuật và hiến tế người. Dưới sự chỉ dẫn của cô, Nùng Tồn Phúc giết huynh đệ của mình, một thủ lĩnh của họ Sầm (岑) và chiếm đất. Nùng Tồn Phúc thành lập một quốc gia tồn tại ngắn ngủi có tên là Trường Kỳ Quốc (長其國), nhưng sau bị vua của Đại Cồ Việt là Lý Phật Mã bắt và giết. Theo Tư Mã Quang (1019-1086) Tôn Phúc giàu có là nhờ vào sự cai trị nhân từ của Trung Hoa, và tất cả dân dưới trướng Tồn Phúc cũng vậy. Hơn nữa, đó là do tài lãnh đạo của Trung Hoa và sự giàu có của Nùng Tôn Phúc mà Giao Chỉ căm ghét, và là lý do khiến kẻ cai trị Việt đem quân đến chiếm lãnh thổ của Tồn Phúc và bắt vị tộc trưởng.
Ả Nùng và con trai 14 tuổi, Nùng Trí Cao (儂智高) thoát được cuộc vây bắt bằng cách chạy sang phía biên giới Tống. Nùng Trí Cao thừa kế vị trí thủ lĩnh của họ Nùng, đầu tiên cố gắng vỗ về người Việt Nam và Trung Hoa bằng các cống phẩm vàng, voi và bạc. Quân của Nùng Trí Cao đánh bại đạo quân do Hoàng Đức Khánh thuộc các thung lũng họ Hoàng chỉ huy, do đó trở thành thủ lĩnh của một liên minh gồm toàn bộ các dòng họ Tráng tại vùng Tả Giang. Nông Trí Cao được Tống phong làm tri châu ở Quảng Nguyên sau khi ông sáp nhập bốn thung lũng và châu Tư Lang thuộc An Nam. Sau đó Nông Trí Cao lập vương quốc riêng, căn cứ ở Longzhou, khởi đầu đặt tên là Đại Lịch quốc (大歷国) nhưng sau đổi thành Nam Thiên quốc (南天国). Nông Trí Cao, được một người Quảng Đông tên Hoàng Vỹ (黄瑋) trợ giúp, đã tổ chức một đội quân vô cùng cơ động gồm các nhóm ba người: hai cung thủ phía sau và một giữ khiên chắn phía trước. Họ đã xâm chiếm các thành thị của Trung Hoa khắp Quảng Tây và phía tây Quảng Đông, và vây hãm Quảng Châu trong 57 ngày năm 1052 mà không thể chiếm được thành trì này. Năm 1053 quân tiếp viện của Trung Hoa đến Quảng Tây và vào cuối năm đó hoặc tháng đầu tiên năm 1054, quân của Nùng Trí Cao bị đánh bại ở phía bắc Ung Châu (Nam Ninh ngày nay). Nùng Trí Cao, Ả Nùng và các con trai của Nùng Trí Cao chạy đến làng Đặc Ma (特磨) ở Vân Nam, nơi mà họ đã sống trong 5 năm sau khi Nùng Tôn Phúc bị giết, vào khoảng thời gian đó Ả Nông kết hôn với thủ lĩnh địa phương Nông Hạ Khanh (儂夏卿). Các dòng họ không tham gia vào cuộc nổi dậy tham vọng này trở thành mục tiêu đồng hóa của Trung Hoa. Một số tàn quân nổi dậy tẩu tán về quê cũ nơi họ bắt đầu cuộc khởi nghĩa. Một số khác lẩn sâu vào vùng đồi núi. Một phần vì các dòng họ Hoàng (黄) và Sầm (岑) không muốn ủng hộ cuộc nổi dậy của Nùng Trí Cao nên các thành viên của họ Nông ở Quảng Tây buộc phải tháo chạy khỏi khu vực vào Việt Nam và Vân Nam hoặc đổi họ của mình sang họ Triệu (趙) của hoàng đế Tống, theo Jeffrey G. Barlow (1989). Một số vẫn lưu lại Quảng Tây đã giản hóa họ của mình từ 儂 sang 農 (bỏ bộ nhân). Các bộ tộc mang họ Nùng và tự nhận là con cháu của quân nổi dậy định cư quanh vùng biên giới giữa Việt Nam-Quảng Tây-Vân Nam. Một bộ phận khác vẫn mang họ Nông và ghi nhớ cuộc nổi dậy qua các câu chuyện truyền miệng sinh sống ở Sipsongpanna, Làn Nà, và Dehong. Tiếng Lự, Làn Nà và Dehong ở những khu vực này chứa các từ vựng và cấu trúc câu chỉ thấy ở người Tráng sống tại Quảng Tây. Số phận cuối cùng của Nùng Trí Cao vẫn còn là một truyền thuyết. Ông đã không thể lập lại đội quân đủ lớn để nổi lên chống lại Trung Hoa, và những năm sau, các viên chức Tống đã thành công trong việc lấy được lòng trung thành của hầu hết người Tráng, mặc dù vậy họ Sầm đã nổi dậy chống lại Trung Hoa vào thời Minh.

#### Nhà Minh

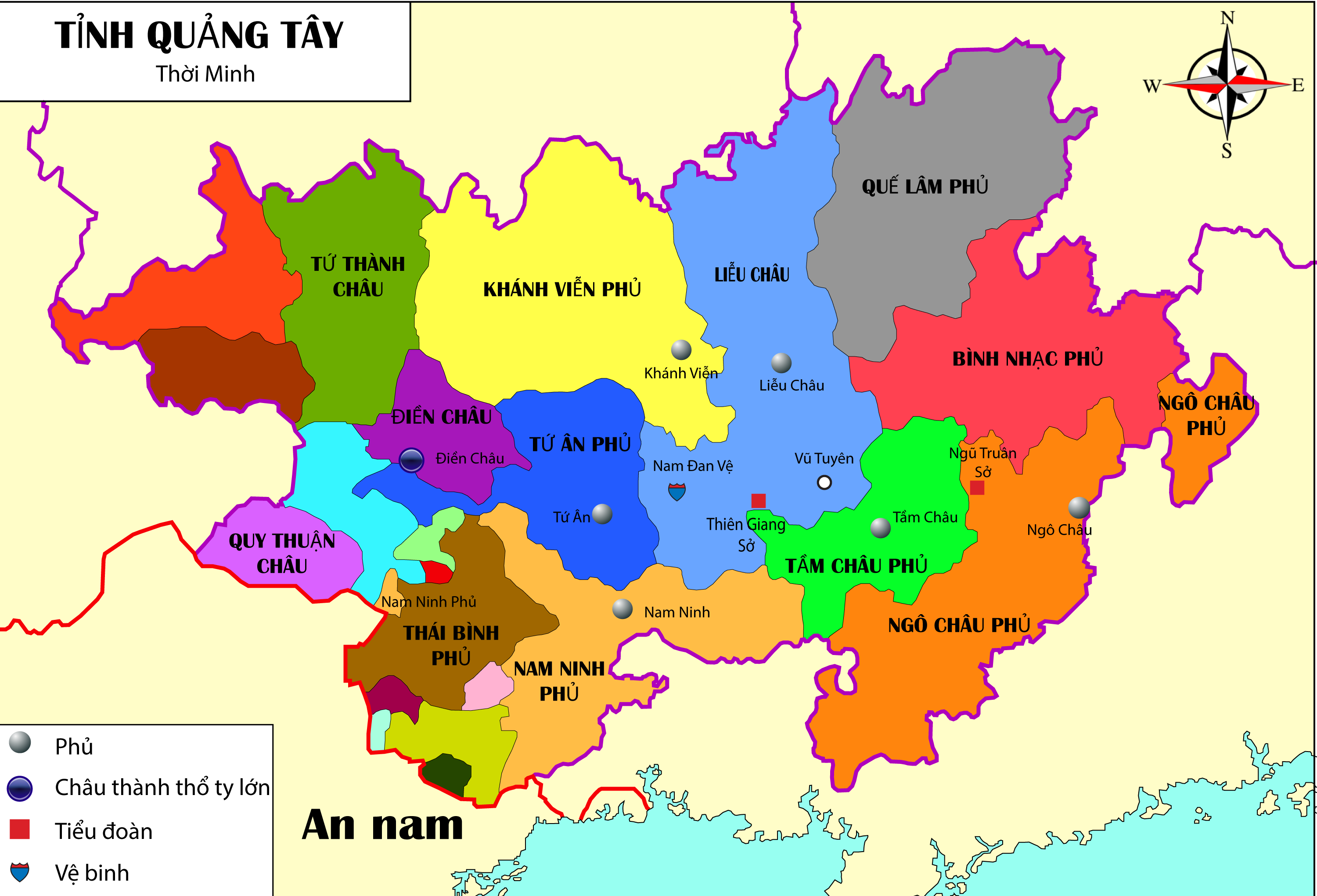
Khu vực Quảng Tây cuối TK 15—đầu TK 16.

Vào đầu thời Minh, 42 Thổ Ty thời Nguyên được tái lập, 8 trong số đó được họ Sầm hùng mạnh kiểm soát. Hầu như toàn bộ các tài liệu lịch sử còn sót lại (về khu vực vực này) đều được viết duy nhất dưới bàn tay của các viên chức người Hán. Năm 1368, tướng Sầm Bá Nghiêm (岑伯顏) đầu hàng quân của Chu Nguyên Chương, khu vực cai quản của ông được chuyển thành một châu Thổ Ty, và ông được ban một con dấu và bổ nhiệm làm Tri của Điền Châu (田州). Thổ Ty cha truyền con nối này giữ được mối quan hệ hòa bình với triều đình cho đến khi vấn đề nảy sinh trong gia đình của Sầm Phổ (岑溥) thủ lĩnh họ Sầm thứ 13 nắm giữ ngôi vị này. Năm 1493, nghi ngờ rằng mình đã mất sự ủng hộ từ cha, con trai cả của Sầm Phổ là Sầm Hao sai một thuộc hạ giết cha mình. Do đó con trai bốn tuổi của Sầm Phổ là Sầm Mãnh (岑猛) được các viên chức nhà Minh chỉ định kế vị cha mình, dưới sự bảo vệ và giám sát của bà nội và các thủ lĩnh địa phương ở Điền Châu. Tuy nhiên, một trong các phụ tá của Sầm Mãnh đã móc nối với Tri phủ Tứ Ân (思恩府), Sầm Tuấn (岑濬), để kiểm soát một số lãnh thổ của Sầm Mãnh. Ngay sau khi Sầm Mãnh được bổ nhiệm làm Tri ở Điền Châu, Sầm Tuấn được hạ lệnh hộ tống Sầm Mãnh tới châu thành. Nhưng do móc nối với một trong các phụ tá của Sầm Mãnh, Sầm Tuấn đã lợi dụng tranh chấp nội bộ của Điền Châu để giam cầm Sầm Mãnh ở Tứ Ân thành. Sầm Mãnh cuối cùng được thả khi tổng đốc Đặng Đình Thám (鄧廷瓚) đe dọa tấn công Sầm Tuấn, nhưng nỗ lực của Sầm Tuấn nhằm khống chế Sầm Mãnh được cho là nguồn gốc của cuộc chiến tương tàn liên tục giữa hai Thổ Ty. Sầm Tuấn liên tiếp tấn công Điền Châu gây ra nhiều chết chóc và thiệt hại. Minh sử ghi lại rằng trong cuộc xung đột giữa Thổ Ty Tứ Ân và Điền Châu, hai phe đã 'mượn' khoảng 200.000 quân từ Giao Chỉ để tham gia vào cuộc chiến tại khu vực Điền Châu. Có lẽ họ là các binh lính nói ngôn ngữ Tày bản địa từ các vùng thung lũng phía bắc chứ không phải là quân do triều đình An Nam cử tới. Năm 1502, Sầm Tuấn chỉ huy một cuộc tấn công chớp nhoáng tới Điền Châu và chiếm được Châu thành, buộc Sầm Mãnh phải tháo chạy, và đặt một thành viên của gia tộc mình là Sầm Dung (岑鏞) kiểm soát Điền Châu.
Năm 1505, tổng đốc Lưỡng Đông là Phan Phiên cùng các thuộc hạ điều động hơn 100.000 quân từ hai tỉnh Quảng Tây, Quảng Đông và quân bản địa từ khu vực Tả Giang và Hồ Quảng đến đánh Sầm Tuấn và nhanh chóng giành được chiến thắng. Sau khi Sầm Tuấn tự sát, Phan Phiên lợi dụng sự thiếu vắng quyền lực của Thổ Ty địa phương đã chuyển hệ thống Thổ Ty bản địa thành một đơn vị hành chính thông thường. Điều này dẫn tới nhiều bất mãn và phản kháng.

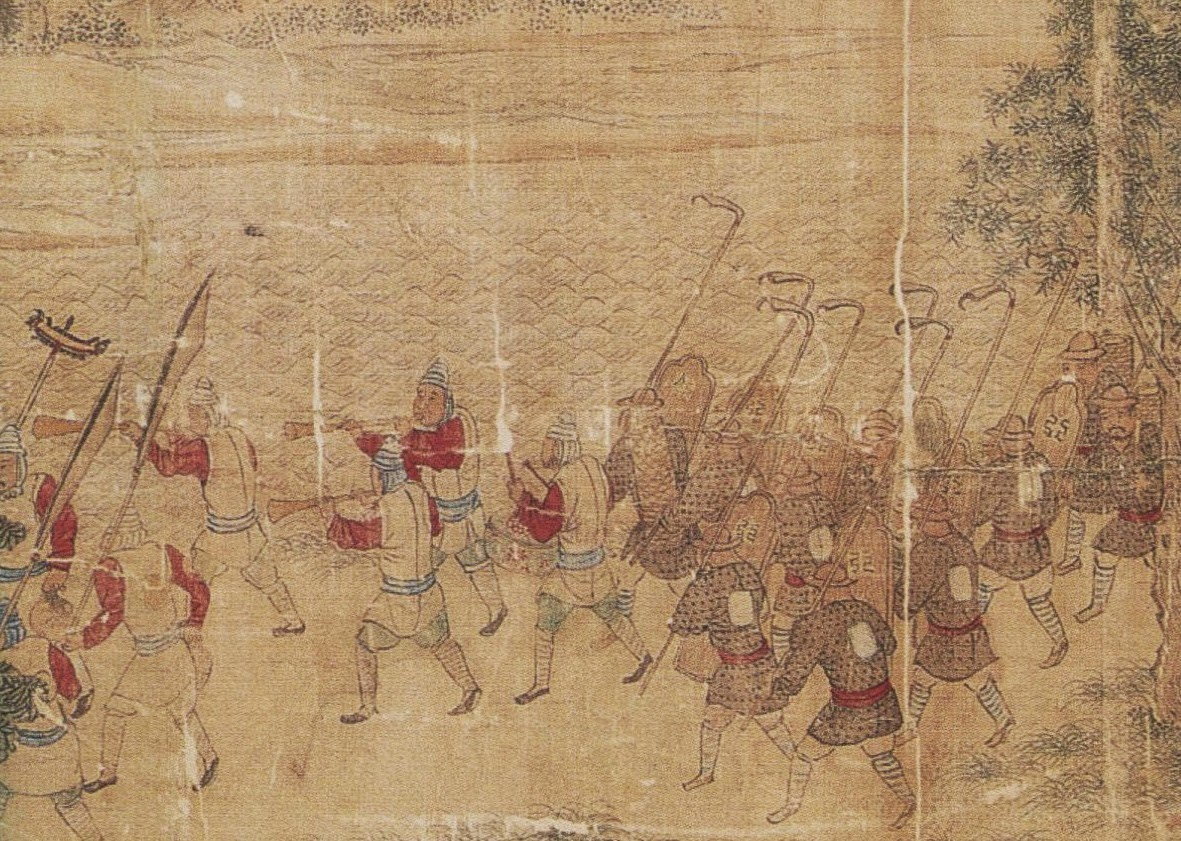
Lang Binh được miêu tả trong cuốn Kháng Nụy Đồ Quyển (抗倭圖卷). Lính đánh thuê Lang Binh được tuyển dụng chủ yếu từ người Tráng tại Quảng Tây.

Sự thất bại của Sầm Tuấn năm 1505 dẫn đến các hệ lụy tới vị trí lãnh đạo bản địa ở Điền Châu. Do sự dính líu bắt đắc dĩ của mình vào cuộc xung đột đó, Sầm Mãnh, lúc đó đã là một thanh niên, bị mất chức Tri ở Điền Châu và bị dáng xuống làm chỉ huy một tiểu đoàn ở Phúc Kiến. Nhưng quyền lực ở Điền Châu vẫn nằm trong tay Sầm Mãnh vì ông không thực hiện cuộc hành trình đến Phúc Kiến, thay vào đó Sầm Mãnh được bổ nhiệm làm một chức phụ tá Tri châu tại Điền Châu, nhiều khả năng do đã hối lộ nhóm hoạn quan Lưu Cẩn (劉瑾). Theo thời gian, sức mạnh quân sự của Sầm Mãnh đã dần khôi phục đến một mức độ mà ông có thể rút tỉa lãnh thổ của các Thổ Ty lân cận, lấn đất và can thiệp vào công việc chính trị của họ và cuối cùng trở thành thế lực hùng mạnh nhất khu vực. Dưới trướng Sầm Mãnh có khoảng 100.000 quân gồm người Tráng, Đường, và Hán. Ít nhất đến tận năm 1525, khi các viên chức nhà Minh bắt đầu kêu gọi một chiến dịch chống Sầm Mãnh, họ đã phải thận trọng với phản ứng của mình vì quân của Sầm Mãnh là một lực lượng cốt lõi trong các chiến dịch của nhà Minh chống lại các băng nhóm phiến loạn và ngoài ra Sầm Mãnh nhúng tay vào việc hối lộ các quan chức nhà Minh. Năm 1523, Sầm Mãnh dẫn quân tới Tứ Thành Châu (泗城州), chiếm một số trại, rồi hành quân đến chiếm Châu thành. Thủ lĩnh ở Tứ Thành Châu là Sầm Kiệt ngay lập tức gửi báo cáo khẩn cấp tới đô chỉ huy sứ. Sầm Mãnh bị buộc tội phản nghịch và cuối cùng bị giết trong một chiến dịch quân sự phát động chống lại ông. Đầu năm 1527, các thuộc hạ của Sầm Mãnh là Lư Tô (盧蘇) và Vương Thụ (王受) nổi dậy ở Điền Châu. Sau khi chiếm Tứ Ân bên cạnh, họ đè bẹp quân do tổng đốc Quảng Tây chỉ huy. Tháng năm, 1526, Vương Dương Minh (王陽明), một quan chức nhà Minh đã mãn nhiệm, được tái bổ nhiệm làm binh bộ thượng tư Nam Kinh và tả đô ngự sử với mệnh lệnh chỉ huy quân từ Quảng Tây, Quảng Đông, Giang Tây, và Hồ Quảng đến dẹp 70.000 quân của Lư Tô và Vương Thụ. Tin rằng ngồn gốc của cuộc nổi dậy ở Điền Châu là do việc thi hành chính sách dại dột "thay thế các viên chức bản địa bằng các quan chức dân sự thông thường" Vương Dương Minh quyết định xoa dịu quân nổi dậy bằng cách giải tán đội quân của mình và mời Lư Tô và Vương Thụ tới doanh trại tạm thời của mình để thương lượng. Để thể hiện ý muốn giải quyết cuộc khủng hoảng một cách hòa bình, Vương Dương Minh đi tới doanh trại của quân nổi dậy một mình và yêu cầu sự đầu hàng từ họ, và cuộc biến loạn này chấm dứt mà không có thêm đổ máu. Vương Dương Minh sau đó tiếp tục tổ chức một chiến dịch lớn chống lại người Dao ở Liễu Châu (柳州). Để làm điều này Vương Dương Minh trả quân được điều động từ Hồ Quảng đến đánh Lư Tô và Vương Thụ về lại tỉnh cũ của họ, thay vào đó sử dụng 70.000 quân mà Lư Tô và Vương Thụ đã chuyển giao cho nhà Minh. Sử dụng hàng binh để tấn công những kẻ thù khác là một mưu mẹo quân sự lâu đời của người Trung Hoa. 15.000 phiến quân người Dao bị tàn sát trong chiến dịch này.

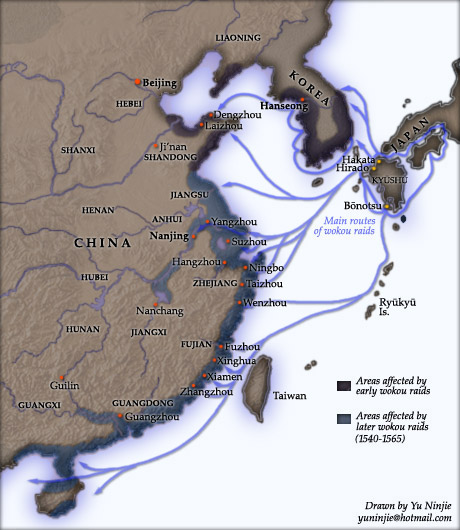
Bản đồ Uy khấu Nhật Bản (倭寇) đột kích vùng bờ biển Trung Hoa và Triều Tiên vào TK 16.

Khi bờ biển đông nam Trung Hoa bị cướp biển Nhật Bản (Uy khấu 倭寇) hoành hành, triều đình nhà Minh chiêu mộ Sầm Ngõa Thị (岑瓦氏) và Lang Binh của cô từ Quảng Tây đến trấn áp cướp biển tại Giang Tô (Jiangsu) và Chiết Giang (Zhejiang). Sầm Ngõa Thị là con gái của Sầm Trương, một thủ lĩnh Thổ Ty tại Quy Thuận Châu (歸順州), và kết hôn với Sầm Mãnh. Ngõa Thị phát âm Hán là Oa xơ [wa: ʃɚ], vần với ha bơ [ha: bɚ], nghĩa là hoa trong phương ngữ Tai bản địa của bà, nhưng thường bị người Hán hiểu nhầm là gạch ngói. Sầm Ngõa Thị không chỉ là một lãnh đạo quân sự xuất sắc mà còn được biết đến vì kỹ năng sử dụng song kiếm bản rộng trong chiến trận. Quân Quảng Tây đóng vai trò chính trong việc đánh bại một tổ hợp hơn 4.000 cướp biển và tiêu giệt hơn 3.000 trong số này tại trận Vương Giang Kinh (王江涇) ngoại thành Thượng Hải (Shanghai) năm 1555. Nhờ kỹ thuật quân sự và chiến thuật độc nhất của mình, cô chiến thắng nhiều trận và được phong tước Nhị Phẩm Phu Nhân (二品夫人). Sầm Ngõa Thị Phu nhân đã để lại một bài thuốc trị thương độc đáo của người Tráng cho cư dân vùng Chiết Giang. Mộ của bà nằm ở Điền Châu, huyện Điền Dương, Quảng Tây ngày nay.

#### Nhà Nguyễn
Năm 1833, thủ lĩnh địa phương ở Bảo Lạc, Cao Bằng, là Nguyễn Văn Nha hay còn gọi là Nông Văn Vân (儂文云) lãnh đạo cuộc khởi nghĩa chống lại nhà Nguyễn. Cuộc khởi nghĩa này lan ra các tỉnh Tuyên Quang, Cao Bằng, Lạng Sơn, Thái Nguyên và gây ra cái chết của viên quan triều đình cao cấp Nguyễn Đình Trạc và lãnh binh Phạm Văn Lưu. Theo ghi chép, Nguyễn Văn Nha phát động cuộc khởi nghĩa của mình khi biết đến cuộc nổi dậy của Lê Văn Khôi (1833-35) mà khiến nhà Nguyễn phải bận rộn ở phía nam. Sau 3 năm chiến đấu, Nguyễn Văn Nha đã không thể tận dụng được những chiến thắng ban đầu của mình. Khi các viên quan địa phương nhà Thanh từ chối không cho ông trú ẩn năm 1835 trong một cuộc rút lui lên phía bắc, Văn Nha và các thuộc hạ tẩu tán đến Tuyên Quang nơi ông bị quân Nguyễn đánh bại; trận đánh kết thúc với cái chết của Văn Nha trong một đám cháy rừng do những kẻ tấn công ông gây ra.

## Hiện trạng kinh tế
Trong nghiên cứu của mình, Diana Lary viết: "biên giới hiếm khi là các đường chia cắt tuyệt đối; sự hiện hữu của một biên giới không ngăn cản được sự tồn tại của một sự tương đồng về thái độ chính trị và xã hội ở cả hai bên biên giới." Lary tiếp tục với một quan sát có liên quan trực tiếp tới khu vực biên giới Việt-Trung: "các vùng biên giới thường cô lập và bị nghèo đói tác động mạnh; các cư dân ở đó bị tập trung lại với nhau tương phản với các cư dân giàu có hơn ở những vùng trung tâm thuộc cả hai tỉnh." Lary miêu tả mối quan hệ giữa các tỉnh Trung Quốc hiện đại là Quảng Đông và Quảng Tây; tuy nhiên, quan điểm này của bà áp dụng rất phù hợp với mối quan hệ giữa Bắc Kinh và Hà Nội.
Tỉnh Cao Bằng Việt Nam và tỉnh Quảng Tây Trung Quốc tiếp tục bị nghèo đói tác động ở mức độ lớn hơn so với các khu vực khác trong nền kinh tế quốc dân tương ứng ở 2 nước này. Hơn nữa, không chỉ sự xóa nghèo đói mà còn sự phát triển kinh tế nhanh chóng ở những vùng này sẽ không là ưu tiên của cả chính phủ Việt Nam lẫn Trung Quốc vào bất cứ thời điểm nào trong tương lai gần. Theo báo cáo của Ngân hàng Phát triển châu Á 1995, Vùng Phát triển Phía Bắc Việt Nam dành cho tăng trưởng nhanh mở rộng về phía bắc chỉ từ cảng Hải Phòng dọc theo bờ biển đến Vịnh Hạ Long và trong nội địa qua vùng đồng bằng sông Hồng đến Hà Nội. Một Vùng Phát triển chậm chạp hơn với xa đến khu vực tây bắc, tới Lào Cai, nhưng vẫn tránh khu vực rìa phía bắc Cao Bằng, nơi những ngôi đền của Nông Trí Cao tọa lạc. Ở Quảng Tây, Khu Vực Phát triển Kỹ Nghệ và Kinh tế Nam Ninh gia nhập vào thành phố thủ phủ tỉnh, với các thành phố cảng Bắc Hải, Phòng Thành, Khâm Châu về phía đông và thành phố biên giới Bằng Tường về phía nam. Tương đối ít chú ý được tập trung vào khu vực tây nam Quảng Tây, nơi thị trấn Hạ Lôi (Xia Lei) tọa lạc.

## Chữ viết
Người Nùng dùng chữ Hán hay chữ Nôm Nùng (được phát triển khoảng thế kỷ XVII) để ghi chép thơ ca và truyện cổ dân gian.
Trước đây, hầu hết người Nùng đều mù chữ, chỉ có những người giàu có mới được đi học, nhưng là học chữ Hán hoặc tiếng Pháp, để làm thầy cúng, thông ngôn. Hiện nay, phần lớn người Nùng đều không biết viết chữ của dân tộc mình. Mọi người đều được học chữ quốc ngữ của người Việt .
Năm 1924, tiếng Nùng lần đầu tiên được ghi theo hệ chữ Latinh nhờ linh mục người Pháp François M. Savina. Viện Ngôn Ngữ Học Mùa Hè (Summer Institute of Linguistics) trước năm 1975 cũng có một bộ chữ cho người Nùng Phản Slình sống ở miền nam Việt Nam. Ở miền bắc Việt Nam, có thêm phương án chữ Tày-Nùng dựa trên cơ sở chữ quốc ngữ từ năm 1961.

## Thổ hóa
Từ thời phong kiến, đã có một bộ phận không nhỏ người Việt, gồm thầy đồ và quan lại, đã di cư từ miền xuôi lên khu vực biên giới Việt-Trung sinh sống. Trải qua vài thế hệ, họ trở nên hòa nhập với văn hóa, bản sắc địa phương và quá trình này được gọi là Thổ hóa (hay còn gọi là bản địa hóa). Ngày nay, họ được chính phủ Việt Nam phân loại là người Tày – Nùng, và bản thân họ cũng không coi họ là người Kinh.
Nhóm người này thường sống ở tỉnh lị, huyện lị hoặc các ngôi làng/bản ven những trung tâm dân cư này. Họ thường sở hữu nhiều đất đai và tương đối giàu có hơn cư dân bản địa xung quanh. Một vài trong số nhiều dòng họ này gồm:
- Họ Giáp, họ Thân, hiện nay cư trú ở vùng ải Chi Lăng (Lạng Sơn) vốn là họ Võ (ở Võ Giàng, Hà Bắc).[71]
- Họ Nguyễn Công, Nguyễn Khắc ở vùng Thất Khê là những người quê ở Nghệ An được cử lên Lạng Sơn làm quan vào thời Trần Hiến Tông (1328-1341).[71]
- Dòng họ Vi của Tổng đốc Vi Văn Định.

## Người Nùng tiêu biểu
- Nùng Tồn Phúc: lãnh tụ người Tráng nổi lên đòi tự trị giữa Đại Tống và Đại Cồ Việt thời Nhà Lý
- Nùng Trí Cao: con của Nùng Tồn Phúc, cũng nổi dậy đòi tự trị giữa Đại Tống và Đại Việt thời Nhà Lý
- Tông Đản: tướng lãnh của Lý Thường Kiệt thời Nhà Lý, có công đánh quân Tống cùng Lý Thường Kiệt
- Kim Đồng: một trong năm người Đội viên đầu tiên của Đội Thiếu niên Tiền phong Việt Nam
- Hoàng Văn Vĩnh: luật sư giỏi xuất phát từ gia đình làm nông nhưng có truyền thống làm quan; ông nội là Hoàng Văn Tráng là chủ tịch tỉnh Cao Bằng từ năm 1975 đến năm 2000
- Phùng Văn Khầu: là Đại tá pháo binh, Anh hùng lực lượng vũ trang nhân dân trong trận Điện Biên Phủ, có nhiều thành tích trên chiến trường đánh Mỹ, là người hùng chống tiêu cực trong thời bình.
- Nông Viết Bính: Sinh năm 1954, mất năm 2019, là Đại tá, Tham mưu trưởng, Phó Chỉ huy trưởng Bộ đội Biên phòng tỉnh Cao Bằng.
- Hoàng Văn Hùng: con trưởng của Hoàng Văn Tráng, Đại tá Quân đội Nhân dân Việt Nam, từ năm 1995 đến năm 2017 ông công tác tại đơn vị biên phòng huyện Trà Lĩnh, Cao Bằng; nay đã về hưu[cần dẫn nguồn]
- Hoàng Văn Cường: con thứ của Hoàng Văn Tráng, ông từng giữ chức Chủ tịch UBND huyện Hoà An, Cao Bằng cho đến năm 2018.[cần dẫn nguồn]
- Thượng tướng Chu Văn Tấn: nguyên Bộ trưởng Bộ Quốc phòng Việt Nam Dân chủ Cộng hòa, một trong 9 vị Thiếu tướng đầu tiên của Quân đội Nhân dân Việt Nam
- Triệu Quân Sự: Nổi tiếng vì đào ngũ 5 lần và vượt ngục 3 lần tại Việt Nam
- Triệu Thị Hà: Hoa hậu Các Dân tộc Việt Nam 2011